# Chinesen in Deutschland

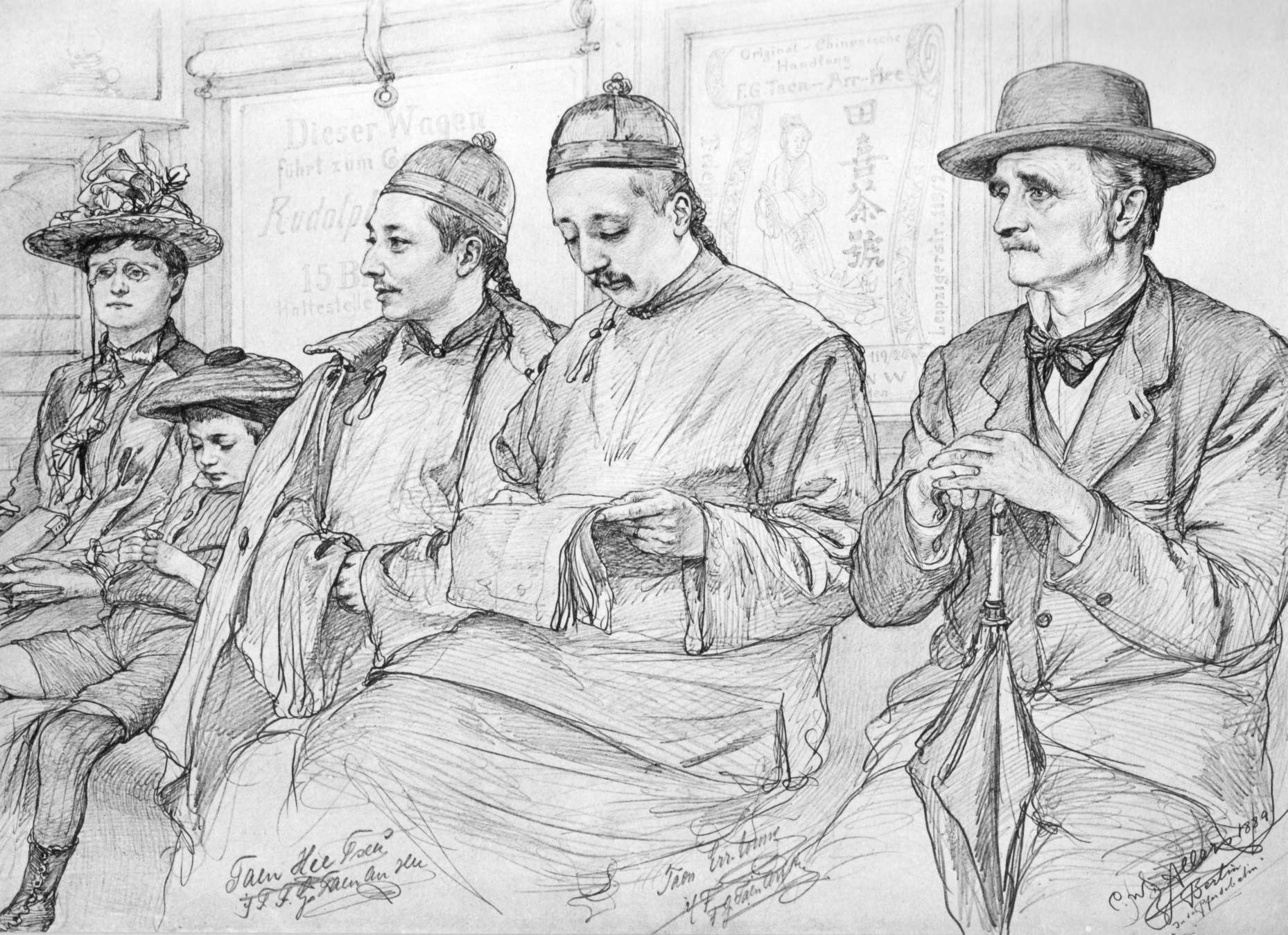
Chinesen in der Pferdebahn, Zeichnung von Christian Wilhelm Allers in seinem Buch Spreeathener (1889)

Die Gemeinschaft der Chinesen in Deutschland (alternative Bezeichnungen sind Deutsch-Chinesen oder chinesische Deutsche) besteht aus ethnisch chinesischen Migranten in Deutschland und ihren Nachkommen. Sie sind mit etwa 212.000 Personen eine der zahlenmäßig kleineren Zuwanderergruppen in der Bundesrepublik (Stand: 2013).

## Überblick

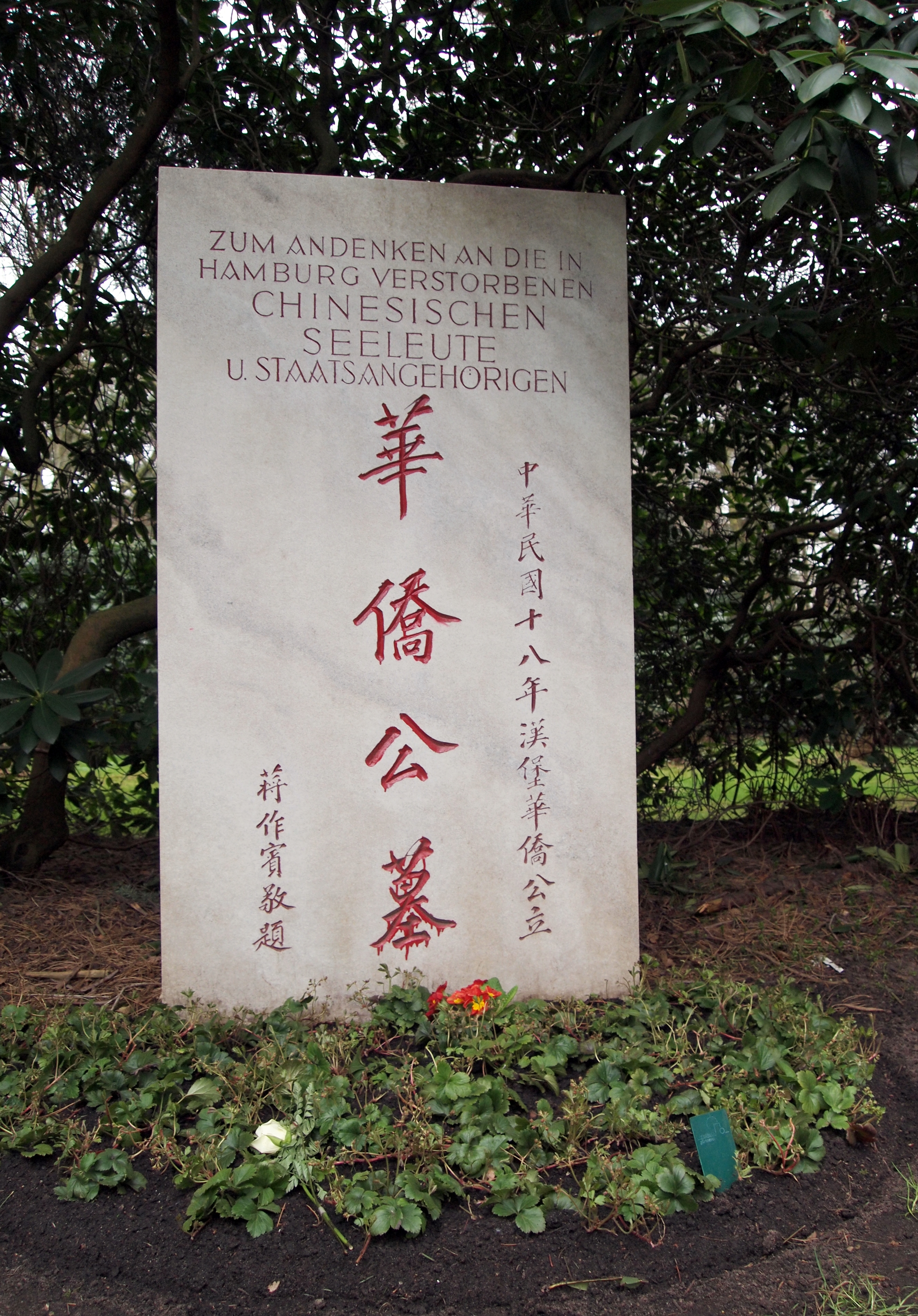
Gedenkstein für in Hamburg gestorbene chinesische Seeleute und Staatsangehörige auf dem Ohlsdorfer Friedhof

Die Zahl der derzeit in Deutschland wohnenden Chinesen lässt sich nicht genau beziffern, zumal im Allgemeinen eine Klassifikation von Menschen bestimmter Herkunft nicht leicht umsetzbar ist. Die verschiedenen Definitionskriterien (chinesische Staatsbürgerschaft, chinesische Muttersprache oder entsprechenden Migrationshintergrund) führen zu sehr divergierenden Ergebnissen. Hinzu kommt, dass viele trotz genannter Kriterien sich nicht mit China identifizieren, wenn sie in Deutschland geboren und aufgewachsen sind. Eine Schätzung jedoch ergibt, dass 2009 etwa 80.000 Staatsangehörige der Volksrepublik China in Deutschland lebten. Hinzu kommen taiwanische Bürger sowie chinesischstämmige Migranten aus Singapur, Malaysia, Indonesien und anderen Ländern, in denen es eine chinesische Minderheit gibt.
Insgesamt wurde von ungefähr 212.000 Personen mit chinesischer Abstammung in Deutschland im Jahr ausgegangen, einschließlich derer, die die deutsche Staatsbürgerschaft erlangt haben (Stand: 2013). Damit ist die chinesische Gemeinschaft in Deutschland eine der kleineren Volksgruppen. Einer Statistik von 2004 zufolge wurden 4,5 % der in Deutschland lebenden Chinesen auch dort geboren.
Seit dem Jahr 1935 existieren auf dem Friedhof Ohlsdorf in Hamburg zwei Grabfelder (Bp 68 und N 34-35) für verstorbene Chinesen. Ein Gedenkstein markiert den Zugang zu den beiden Bereichen. Seit 2017 existiert auf dem Bonner Nordfriedhof ein 2000 m² großes Grabfeld für Angehörige der chinesischen Volksgruppe.

## Geschichte

### Im 19. Jahrhundert bis zum Ersten Weltkrieg

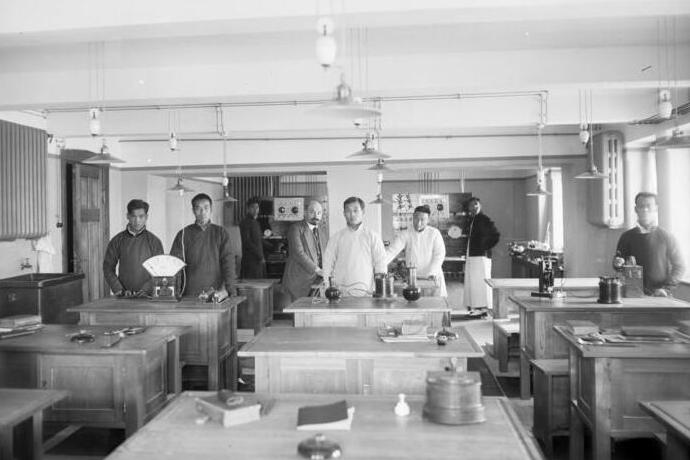
Deutsch-Chinesische Hochschule in Tsingtau, im Jahr 1913

In Deutschland ließen sich ab etwa 1870 chinesische Seefahrer und Matrosen, die auf deutschen Schiffen arbeiteten, in den Hafenstädten Bremen und Hamburg nieder; 1890 lebten in Hamburg 43 Chinesen, 1910 insgesamt 207, meist ehemalige Seeleute. Aufgrund der jeweils nur zeitweilig in den Häfen logierenden Seeleute schätzt Conrad die tatsächliche Zahl in diesen Jahren bereits als deutlich höher ein. In Hamburg hatte sich in den 1920er Jahren bereits fest ein „Chinesenviertel“ etabliert, das älteste Chinatown in Deutschland. Viele deutsche Reedereien hatten seit den 1890er Jahren angefangen, ihre deutschen Besatzungen durch die deutlich günstigeren Chinesen (auch Inder und Afrikaner) zu ersetzen, insbes. für die extrem beschwerliche Heizerarbeit in den über 40° heißen Maschinenräumen. Von den 47.780 registrierten Seeleuten der Seeberufsgenossenschaft um die Jahrhundertwende waren über 3.000 Chinesen. Daneben beteiligten sich die Reedereien auch am lukrativen Transport chinesischer Arbeiter nach Übersee.
Ein anderer Teil der frühen chinesischen Gemeinde in Deutschland bestand unter anderem aus Studenten, die sich für eine begrenzte Zeit im Deutschen Reich aufhielten. Unter ihnen befand sich Zhou Enlai, späterer Führer der Kommunistischen Partei Chinas.
Ab den späten 1880ern wurde auch über die Anwerbung chinesischer „Kulis“ als Landarbeiter für die ostelbische Landwirtschaft debattiert, da man sich zunehmend um die politische Mobilisierung der überwiegend polnischen Saisonarbeiter und deren dauerhafte Ansiedlung in weiteren Teilen der Ostprovinzen sorgte. Gerade die weitere ungehinderte Vermischung der eng verbundenen Polen und Deutschen im Grenzgebiet wurde als gefährlich angesehen, sodass man eine ethnisch völlig fremde Gruppe als das geringere Übel ansah, da sie leichter zu segregieren wäre. Der spätere Präsident der Reichsanstalt für Arbeitsvermittlung, Friedrich Syrup, schrieb daher später: „Bleiben die Ausländer bei großer Anzahl als bewußt erkannte, geschlossene Fremdkörper im Deutschen Reiche bestehen, so ist dies erträglicher, als wenn die Ausländer der deutschen Bevölkerung untergemischt werden.“ Chinesen galten nach den Erfahrungen anderer Kolonialmächte zu dieser Zeit als besonders unempfindlich gegenüber fremden kulturellen Einflüssen. Gutsbesitzer drängten wiederholt auf diese Lösung oder zumindest die genauere Untersuchung derartiger Vorschläge, so z. B. bereits 1889 in Pommern, wo Forderungen an das preußische Landwirtschaftsministerium gerichtet wurden. Die öffentliche und behördliche Meinung war „beinahe durchgängig ablehnend“, v. a. wegen der zeitgleichen Ausgrenzung und des Misstrauens gegenüber den Chinesen in Nordamerika und Australien (vgl. Gelbe Gefahr), eng verbunden mit Ängsten vor „Rassenmischung“. Dennoch stellten die preußischen Behörden Erkundigungen an, so bspw. über die Lage der chinesischen Arbeiter in Niederländisch-Ostindien. Nachdem das Auswärtige Amt dann 1895 einen ausführlichen Bericht aus Peking erhalten hatte, kam man v. a. wegen Fragen des Transports und der Lohnkosten zu dem Schluss, dass „der Plan einer Überführung ländlicher Arbeiter der chinesischen Rasse nach Ostpreußen keine Aussicht auf Erfolg biete[t].“ In den Jahren 1906 und 1907 häuften sich derartige Anfragen abermals, sodass die deutsche Kolonialverwaltung in Kiautschou um eine Stellungnahme gebeten wurde, die allerdings ähnlich ausfiel.
Chinesische Arbeitskräfte wurden auch für das deutsche Kolonialreich herangezogen, parallel zum Vorgehen Englands oder Frankreichs. So warben die Deutschen bis 1894 rund 1.000 „Kulis“ für Ostafrika an, die aber derart unter Prügelstrafe und tropischem Klima litten, dass die britischen Kolonialbehörden keine weiteren Anwerbungen erlaubten. Einen neuen Schwerpunkt bildeten daher ab 1900 die Südseekolonien, für deren Plantagenwirtschaft chinesische Arbeiter als unerlässlich galten. So lebten im Jahre 1914 in Deutsch-Neuguinea 1.377 Chinesen (gegenüber 1.137 Weißen), auf Deutsch-Samoa 2.184 Chinesen (gegenüber 373 Deutschen). Die Spannungen mit der chinesischen Regierung über die brutalen Arbeits- und Lebensbedingungen wurden nie völlig beigelegt. Die Chinesen wurden den Europäern rechtlich nie gleichgestellt, sondern ihrer „niedrigen Kulturstufe“ wegen rechtlich wie die Eingebornen behandelt – von denen sie andererseits aber auch ethnisch getrennt bleiben sollten.
1898 erwarb das Deutsche Kaiserreich das Pachtgebiet Kiautschou mit der Hauptstadt Tsingtau, wodurch erstmals eine relevante Anzahl ethnischer Chinesen auf deutschem Herrschaftsgebiet lebte. In Kiautschou sollte eine „deutsche Musterkolonie“ entstehen. Während der 16-jährigen deutschen Kolonialzeit entstanden Schulen, Hochschulen, Bahnhöfe, Hafenanlagen und andere öffentliche Gebäude. Zu Beginn des Ersten Weltkriegs musste Deutschland die Kolonie 1914 an Japan abtreten.
Die chinesische Einwanderung nach Deutschland ging mit dem Beginn des Ersten Weltkriegs zurück. Während dieser Phase wurden in verschiedenen deutschen Städten, insbesondere in Bremerhaven und Hamburg, mehrere Hundert Chinesen interniert.

### Weimarer Republik und Drittes Reich

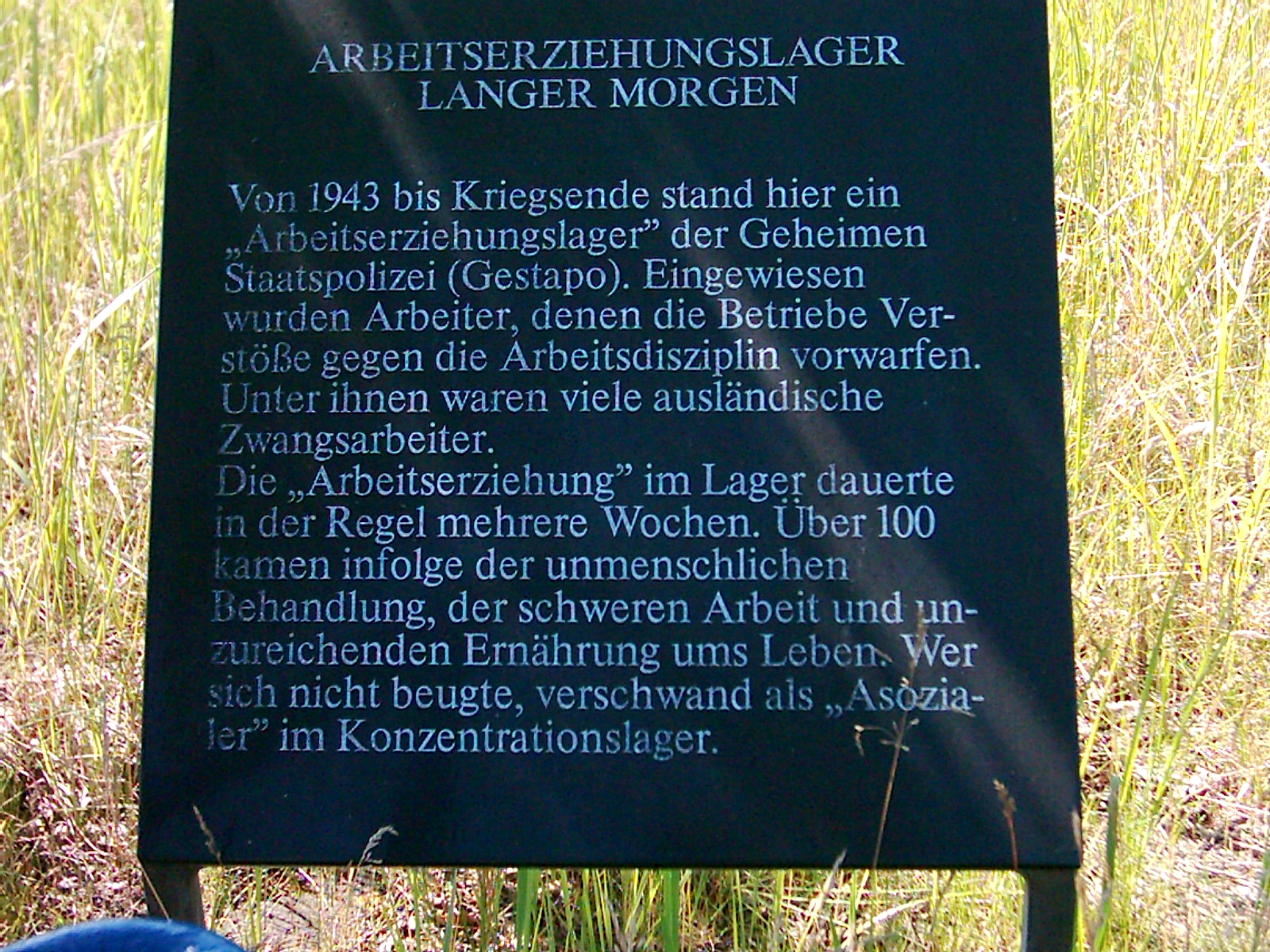
Gedenktafel in der Nähe des ehemaligen Arbeitserziehungslagers „Langer Morgen“, in dem Chinesen interniert waren

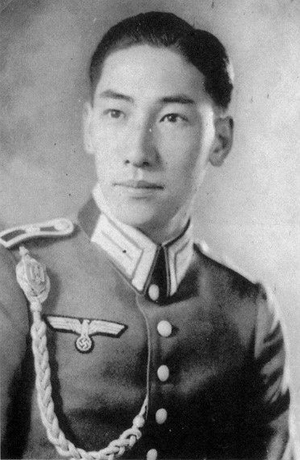
Chiang Wei-kuo in der Wehrmachtsuniform eines Fahnenjunkers mit Schützenschnur

Nach dem Ersten Weltkrieg stieg die Zahl der chinesischen Zuwanderer wieder an. Sie bildeten Mitte der 1920er-Jahre die viertgrößte Gruppe ausländischer Studenten in Deutschland. Manche sympathisierten mit dem Kommunismus, einige der in Deutschland lebenden Chinesen wurden Mitglied in der KPD, die in Berlin einen „Zirkel für chinesische Sprache“ unterhielt. Größere chinesische Gemeinden bildeten sich in den 1920er-Jahren insbesondere in Hamburg und Berlin. Auf Hamburg-St. Pauli entstand mit dem „Chinesenviertel“ ein kleines „Chinatown“. Dort lebende Chinesen betrieben Wäschereien, Restaurants und Ballsäle wie das „Cheong Shing“. Die „Hongkong-Bar“ wurde 1938 als Restaurant und Schankwirtschaft eröffnet und ist seit 1964 eine Kneipe mit angeschlossenem Hotel.
Chiang Wei-kuo, ein Adoptivsohn Chiang Kai-sheks, heiratete 1957 die Deutschchinesin Chui Ru-hsüeh. Chiang Wei-Ko absolvierte seine militärische Ausbildung in den 1930er-Jahren in Deutschland und gehörte zum Gebirgsjägerregiment 98 der 1. Gebirgsdivision. Mit einer Alpenkriegsausbildung nahm er am Anschluss Österreichs als Panzerkommandant teil. Chiang Wei-Ko nutzte seine Kontakte zu den in die Bundeswehr übernommenen Militärangehörigen der Wehrmacht für die Etablierung einer militärischen Zusammenarbeit zwischen der Republik China und der Bundesrepublik Deutschland. Zwischen 1964 und 1972 wurden 25 Offiziere durch die Führungsakademie der Bundeswehr ausgebildet.
Der Sohn des Revolutionärs Xie Weijin ist der in Berlin geborene Han Sen und Autor einer Autobiografie: Ein Chinese mit dem Kontrabass. Er arbeitete zwischen 1928 und 1933 in Berlin für verschiedene Komintern-Institutionen. Sein in Berlin geborener Sohn floh mit seinem Vater, Erwin Kisch, Otto Heller und Willi Münzenberg 1933 aus Deutschland. In den nächsten drei Jahren setzte er seine Tätigkeit für die Komintern in Österreich und der Schweiz fort. Dort lernte er die rumänische Ärztin Anna Kapeller kennen, die seine Ehefrau wurde. Beide zogen für die Internationalen Brigaden in den Spanischen Bürgerkrieg.
Da ein Großteil der in Deutschland lebenden Chinesen politisch links orientiert war, wurden Chinesen, auch wenn sie politisch nicht aktiv waren, überwacht oder aufgrund ihrer politischen Einstellungen interniert, sodass die Mehrheit von ihnen Deutschland wieder verließ.
1935 lebten etwa 1.800 Chinesen in Deutschland, ungefähr 1.000 davon in Berlin. Bis zum Jahr 1939 sank die Zahl der in Deutschland lebenden Chinesen auf etwa 1.100. 1942 wurden alle in Berlin lebenden Chinesen in das Arbeitserziehungslager Langer Morgen deportiert, 1944 wurde das „Chinesenviertel“ auf Hamburg-St. Pauli gewalttätig geräumt und die dort lebenden Chinesen im Rahmen der Chinesenaktion ebenfalls in Arbeitslagern interniert. Chan Ho Bau und Liang Wong wurden als KZ-Opfer im Gräberfeld „Opfer verschiedener Nationen“ des Ohlsdorfer Friedhofs bestattet.

### Nach dem Ende des Zweiten Weltkriegs
Die chinesische Gemeinde in Deutschland, die durch den Nationalsozialismus fast vollständig vertrieben worden war, wuchs nach dem Ende des Zweiten Weltkriegs wieder an. 1948 lebten in Ost- und West-Berlin über 350 Chinesen. Nach dem Zweiten Weltkrieg begann die chinesische Einwanderung nach Deutschland intensiver als zuvor. Ein Teil der chinesischen Einwanderer nach Deutschland ließ sich zunächst in anderen europäischen Ländern nieder (insbesondere in Großbritannien) und zog dann weiter nach Deutschland. 1967 lebten knapp 2500 chinesische Staatsbürger in Westdeutschland, von denen sich viele zum Kuomintang-Regime bekannten.
In der DDR lebten Ende der 1980er Jahre fast 1.000 Chinesen, die als Vertragsarbeiter aus der Volksrepublik China angeworben worden waren. Da die SED-Führung im Sommer 1989 das Massaker auf dem Platz des Himmlischen Friedens gutgeheißen hatte, bot die Volksrepublik China der DDR im Herbst 1989, als die Massenauswanderung die allgemeine Krise verschlimmerte, an, die „von [der] DDR gewünschte Anzahl und gewünschte Qualifikation an Arbeitskräften zur Verfügung zu stellen.“ Da dieser Vorschlag nur wenige Tage vor dem Mauerfall am 9. November einging, kam er nicht mehr zur Entscheidung und wurde durch die politischen Ereignisse schließlich überholt.
Die Beziehungen zwischen Deutschland und China wurden 1998 durch eine Briefmarke mit dem Puning-Tempel in Chengde gewürdigt, die als eine Hommage an die in Deutschland lebenden Chinesen verstanden werden sollte.

### Situation im 21. Jahrhundert
Zwischen 2004 und 2007 erhielten jährlich etwa 1.000 Menschen chinesischer Abstammung die deutsche Staatsbürgerschaft. Chinesische Restaurants und Asia-Märkte sind im 21. Jahrhundert Bestandteil aller deutschen Großstädte. Chinesische Austauschstudenten studieren an nahezu allen Universitäten des Landes. Institute für Sinologie sowie weitere akademische Einrichtungen mit chinesischem Schwerpunkt befinden sich in mehreren deutschen Universitätsstädten. Es existieren in Deutschland auch einige Schulen mit Chinesisch als Unterrichtsfach. Die Zahl der Personen chinesischer Abstammung in Deutschland wurde im Jahr 2008 auf über 110.000 geschätzt. Insgesamt wird von mehr als 212.000 Personen mit chinesischer Abstammung in Deutschland ausgegangen.
Hamburg unterhält institutionalisierte Beziehungen zur Volksrepublik China. Alle zwei Jahre wird der deutsch-chinesische Wirtschaftsgipfel „Hamburg Summit: China meets Europe“ abgehalten, zudem ist Shanghai Partnerstadt Hamburgs. Das chinesische Generalkonsulat befindet sich in Hamburg-Othmarschen. Düsseldorf gelang es mit dem „China-Kompetenzzentrum“, einige chinesische Betriebe aus Hamburg abzuwerben. Peking ist Partnerstadt Berlins, zudem befinden sich dort die Botschaft der Volksrepublik China und deutsch-chinesische Organisationen. Zweijährlich finden die Asien-Pazifik-Wochen Berlin statt.

## Regionale Verteilung

Regionale Verteilung der chinesischen Staatsbürger 2021

„Chinatowns“ gibt es seit der „Chinesenaktion“ der Nationalsozialisten in Hamburg nicht mehr in Deutschland, sondern nur einzelne Agglomerationen chinesischer Betriebe und Anwohner. Beim Zensus im Jahr 2011 wurde ermittelt, dass überdurchschnittlich viele Chinesen mit und ohne deutsche Staatsbürgerschaft in Darmstadt (0,9 %), Düsseldorf (0,6 %), Goslar (0,5 %), Bonn (0,5 %), Heidelberg (0,5 %), Karlsruhe (0,5 %) und Dessau-Roßlau (0,5 %) leben. In Düsseldorf leben etwa 4.000 Chinesen, in Nordrhein-Westfalen insgesamt etwa 30.000 Chinesen (Stand 2019). Im Rhein-Main-Gebiet um Frankfurt sind circa 1.000 chinesische Unternehmen und über 12.000 chinesische Bürger tätig.